# Polyommatus fusca-thetis
Polyommatus fusca-thetis är en fjärilsart som beskrevs av Tutt 1910. Polyommatus fusca-thetis ingår i släktet Polyommatus och familjen juvelvingar. Inga underarter finns listade i Catalogue of Life.